# شراب

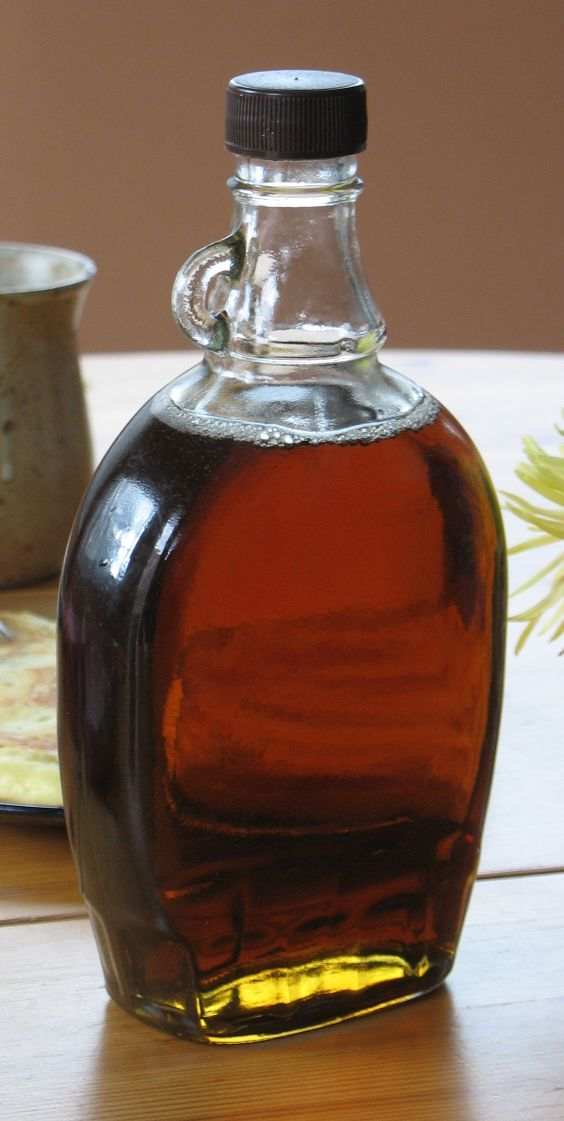
زجاجة شراب القيقب.

الشراب في الطبخ، أو الشِيرَة أو القَطْر، هو سائل سميك لزج للتحلية، يتكون بشكل أساسي من محلول السكر في الماء، ويحتوي على كمية كبيرة من السكر. كمية من السكريات المنحلة ولكن جزء قليل منها يميل إلى عمل بلورات . شكله يشبه دبس السكر. وتنشأ اللزوجة من الروابط الهيدروجينية المتعددة بين السكر المذاب، الذي يحتوي على العديد من مجموعات الهيدروكسيل (OH) والماء.
يمكن صنع الشيرة عن طريق إذابة السكر في الماء أو عن طريق عملية تكثيف للعصائر الطبيعية مثل عصير القصب أو شراب الذرة أو نبات القيقب. يتكون شراب الذرة من نشا الذرة باستخدام عملية إنزيمية تحوله إلى سكريات.

## مزايا الأشربة
1. - نظرا لاحتوائها على كمية كبيرة من السكر فإنها تخفي الطعم غير المقبول للمواد الدوائية.
2. - نظرا لارتفاع تركيز السكر في الشراب فإن ذلك يزيد من ثباتية وحفظ المواد المستعملة فيها لمدة أطول.
3. - نظرا لارتفاع تركيز السكر الذي يؤدي إلى زيادة اللزوجة فإن ذلك يقلل من حدوث التنافرات.

## أنواع الأشربة
- تصنف الأشربة حسب مكوناتها إلى

1. - الشراب البسيط Simple Syrup حيث يحتوي على الماء والسكر فقط.
2. - الشراب المعطر Flavored Syrup حيث يحتوي على مواد عطرية بالإضافة إلى السكر والماء ويستعمل معطراً للأشكال الصيدلانية.
3. - الشراب الطبي Medical Syrup حيث تحتوي على أكثر من مادة طبية واحدة.

- تصنف الأشربة حسب طرق تحضيرها إلى:

1. - الأشربة التي تحضر بإضافة المحتويات الفعالة إلى مزيج الماء والسكر.
2. - الأشربة التي تحضر بإضافة المحتويات الفعالة مذابة في الماء إلى مزيج من الماء والسـكر.
3. - الأشربة التي تحضر بواسطة الاستخلاص مثل شراب الطولو.
4. - الأشربة التي تحضر بطريقة التفاعل الكيمياوي مثل شراب Iodotannic.

## من أمثلة الأشربة
- - الشراب البسيط: وهو يتكون من السكر والماء النقي ويستعمل هذا الشراب كسواغ محلي لغيره من المستحضرات الصيدلانية.
- - شراب حامض أيودوتانيك Iodotannic acid Syrup: يستعمل كمقوي عام.
- - شراب سلفات الحديدوز Ferrous Sulphate Syrup: يستعمل هذا الشراب كمقوي حديدي في حالات فقر الدم الناتجة عن نقص في كمية الحديد في الجسم.
- - شراب خلاصة الأبيكاك Ipecac extract Syrup: مقيئاً بمقدار ملعقة متوسطة عند اللزوم.